# Schloss Escheberg

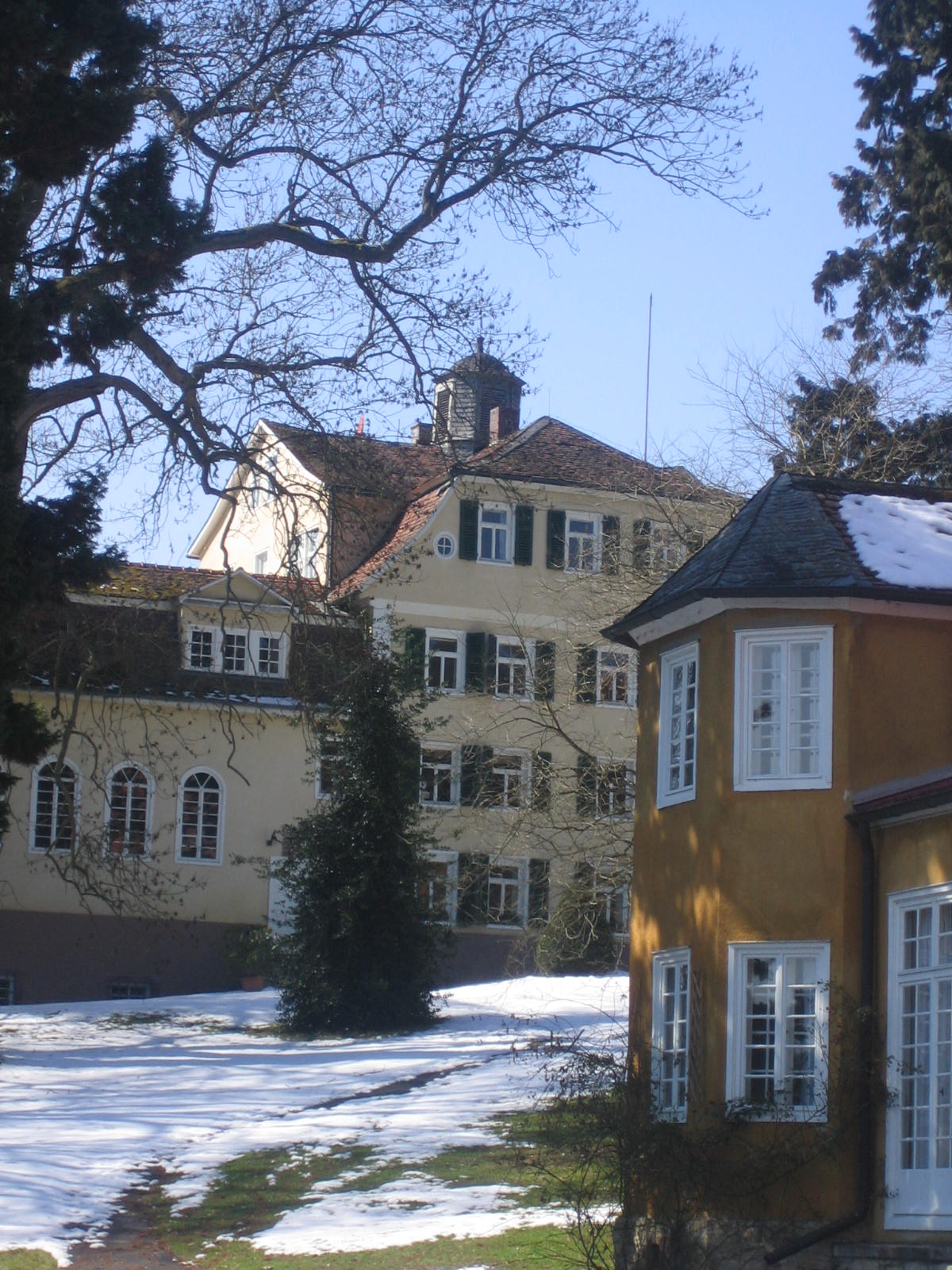
Schloss Escheberg

Das Schloss Escheberg war ehemals ein Gutshof, ein Herrenhaus und Edelsitz, und vermutlich eine Wasserburg. Die heutige Biedermeier-Anlage am Escheberg bei Zierenberg in Hessen (Deutschland) wurde im 19. Jahrhundert fertiggestellt. Karl-Otto von der Malsburg unterhielt dort im 19. Jahrhundert literarische, musikalische und künstlerische bedeutende Zirkel.

## Baugeschichte
Der Unterbau der mittelalterlichen Kellergewölbe des hufeisenförmigen und dreigeschossigen Herrenhauses lässt vermuten, dass das Gebäude früher befestigt war und als Wasserburg genutzt wurde. Um 1530 wurde ein Fachwerkhauptbau mit Erkern errichtet. 1740 entstand nördlich des Herrenhauses die Gutsanlage mit Verwaltungsgebäude, Scheune, Ställen und Wirtschaftsgebäuden. Im 18. Jahrhundert wurde das Fachwerkgebäude umgebaut und es blieben nur das Obergeschoss und die Dachgiebelwand an der Schmalseite erhalten. Aus dieser Zeit stammte auch der symmetrisch zum Gebäude angelegte Rokokopark, der sich nördlich des Guts am Escheberg befand und nicht mehr erhalten ist. Der Ostflügel der Anlage wurde 1752 durch eine Kapelle ergänzt, über deren Eingang sich ein datierter Wappenstein der Familie von der Malsburg befindet. Ein eiförmiges Schild mit Helmzier und Mantel aus Rocaillen ist ebenfalls dort angebracht. Die Orgel in der Kanzelwand der Kapelle wurde 1793 vom Hoforgelbauer Georg Peter Wilhelm aus Kassel gebaut; sie wurde 2010/11 behutsam restauriert.
1789 wurde die Hauptfront unter Carl Otto Johann von der Malsburg umgestaltet, indem aus den ursprünglich fünf Fensterachsen sieben entstanden. Aus dieser Umgestaltungsphase stammen auch die Giebel der Nord- und Südseite, das Portal und das Türmchen mit Wetterfahne. 1790 wurde ein Gewächshaus errichtet, in dessen Mittelteil sich ein Teepavillon mit flacher Kuppel befindet. Durch einen einheitlichen weißen Putz erhielt das Herrenhaus den baustilistischen Charakter eines Biedermeier-Schlosses. Im 19. Jahrhundert wurde die sich südlich erstreckende Rokokogartenanlage in einen englischen Landschaftsgarten umgewandelt. 1922 wurde der Gebäudekomplex überholt und saniert, und die Flügelbauten wurden an der Hofseite aufgestockt. Zwischen Gutsanlage und Schloss Escheberg befand sich eine niedrige Kegelanlage mit Eckpavillon, an deren Stelle um 1938 ein Wirtschaftsgebäude errichtet wurde.

## Poetenstube
Im dritten Stock befindet sich neben der Bibliothek die bis heute unveränderte und nicht öffentlich zugängliche Poetenstube. Kammerherr und Mäzen Karl Otto von der Malsburg, der jüngere Bruder des Romantikers Ernst Friedrich Georg Otto von der Malsburg, hielt mit diesem auf Schloss Escheberg literarische Zirkel ab.
1841 und 1842 war Emanuel Geibel Gast auf Schloss Escheberg. Sein Lied Der Mai ist gekommen entstand während der Wanderung von Lübeck nach Schloss Escheberg. Die ersten Ansätze des Gedichts Wanderlust fing er 1841 bei der Anreise zum Schloss im Dasetal an. Das Gedicht wurde erstmals 1842 in Kassel verlegt. Geibel bereitete die zweite Auflage seiner Gedichtsammlung auf Schloss Escheberg vor, und es entstanden die 1841 in Lübeck erschienenen Zweitstimmen. Auch die Ferdinand Freiligrath gewidmeten und 1843 erschienenen Volkslieder und Romanzen der Spanier lassen sich auf einen Aufenthalt auf Schloss Escheberg zurückführen. Die Idee zu Geibels erstem Drama Roderich ist ebenfalls auf Schloss Escheberg entstanden. Die ersten fünf Szenen des dritten Aktes wurden am 2. Februar 1842 im Kasseler Salon erstmals publiziert. Der Dichter entwickelte während seiner Zeit auf Schloss Escheberg eine tiefe Zuneigung zu Karl Otto von der Malsburgs Tochter Henriette, der er zahlreiche Gedichte und die schönsten Liebeslieder im Gedichtszyklus Escheberg widmete. Diese Liebe blieb jedoch unerwidert, da Henriette 1852 den bayrischen Grafen von Holnstein heiratete.
Die Gastfreundschaft Karl Otto von der Malsburgs genossen zudem August Wilhelm Schlegel, Ludwig Tieck, Wilhelm Müller, Heinrich Marschner, Louis Spohr, Christoph Rommel, August von der Embde, Moritz von Schwind, Friedrich von Bodenstedt und Ludwig Emil Grimm. Diese lebten zeitweise in der Poetenstube und wurden von Karl Otto von der Malsburg unterstützt. Belegen lassen sich die Aufenthalte durch Karl Otto von der Malsburgs Gästebuch.

## Heutige Nutzung
Schloss Escheberg wird privat von der Familie von der Malsburg bewohnt. Die Anlage ist mit Ausnahme des englischen Gartens nicht zugänglich. Im Südwesten und Süden des Schlosses wird ein Golfplatz betrieben.

## Schlosspark

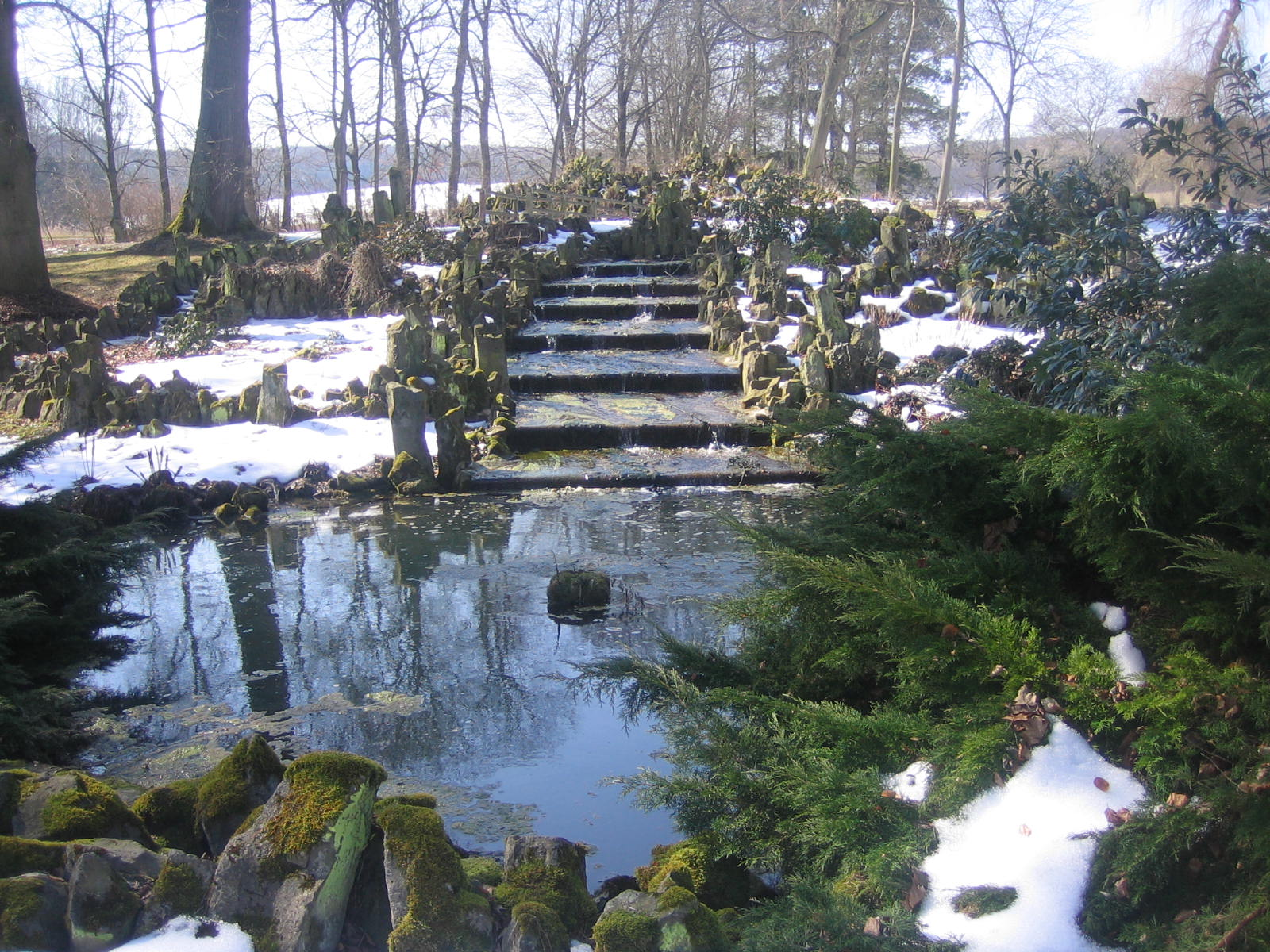
Kaskaden im Schlosspark

Östlich des Schlosses wurde um 1790 ein Treibhaus errichtet, das heute meist als Orangerie bezeichnet wird. Die niedrigen Flügel waren bis in die 1930er-Jahre gänzlich verglast. Von den drei höheren Trakten ist der größere, mittlere durch eine flache Kuppel hervorgehoben. Vorgelagert ist eine halbkreisförmige Hangrabatte mit Stauden- und Blumenpflanzungen.
Südlich der Orangerie liegt der ab 1790 angelegte großzügige Landschaftsgarten mit seinem Baumbestand und dem unterhalb gelegene großen Teich. Westlich des großen Teichs findet sich ein kleinerer, mit einer durch Basaltstelen geprägten begehbaren Insel, auf die eine Brücke führt. Vom kleinen Teich fließt das Wasser über eine flache Kaskade, die ebenfalls von Basaltsteinen eingefasst ist, in ein Becken, von dem aus es unterirdisch in den großen Teich geführt wird.
Der Park ist seit 2009 Bestandteil des European Garden Heritage Network und heute öffentlich zugänglich.
Einen Überblick bietet der Geibeltempel, ein hölzerner Pavillon nördlich am Hang oberhalb des Gutshofes, der dem Dichter Emanuel Geibel gewidmet ist.

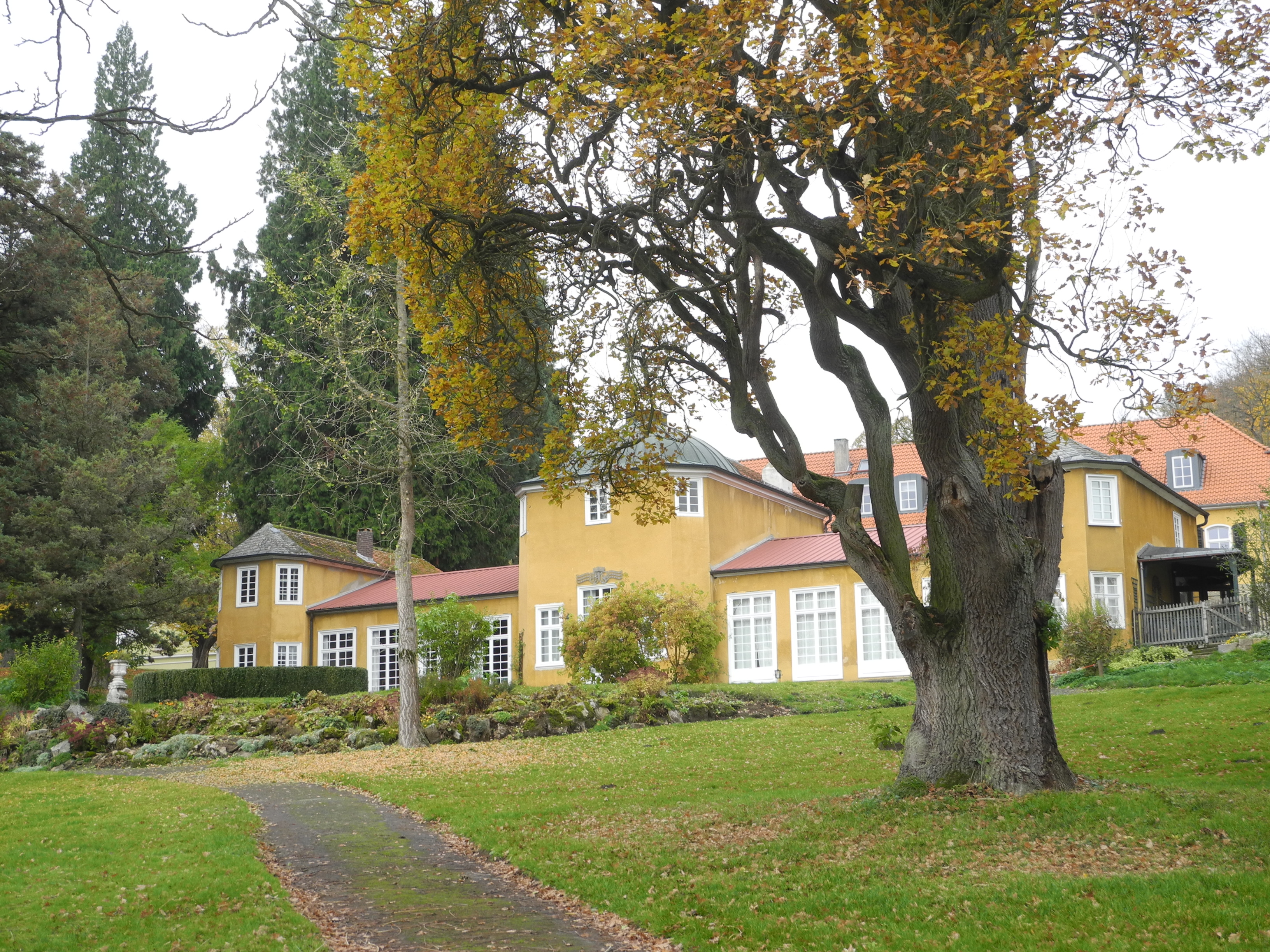
Die Orangerie von Südosten (2019)
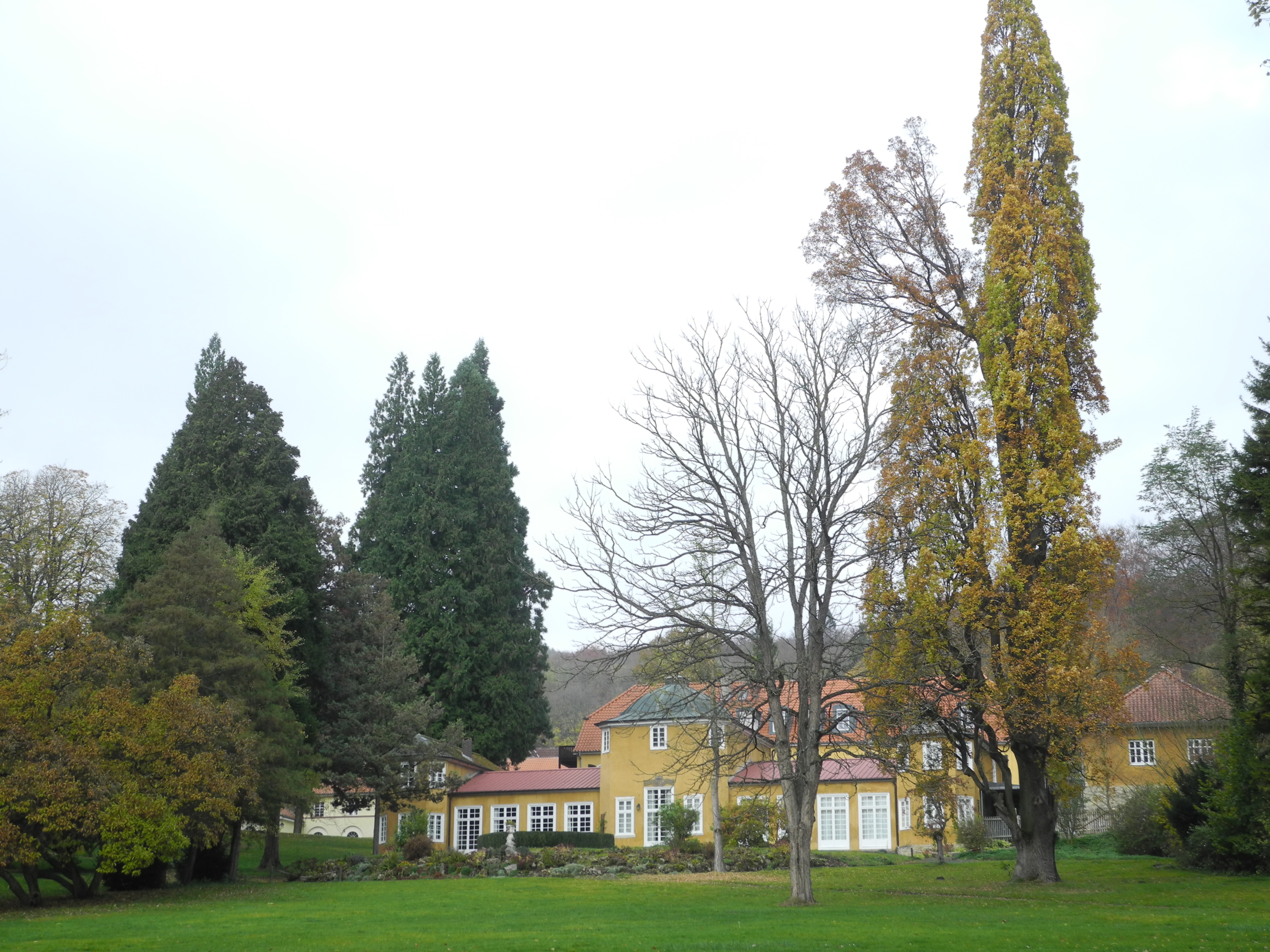
Die Orangerie von Südosten (2019)
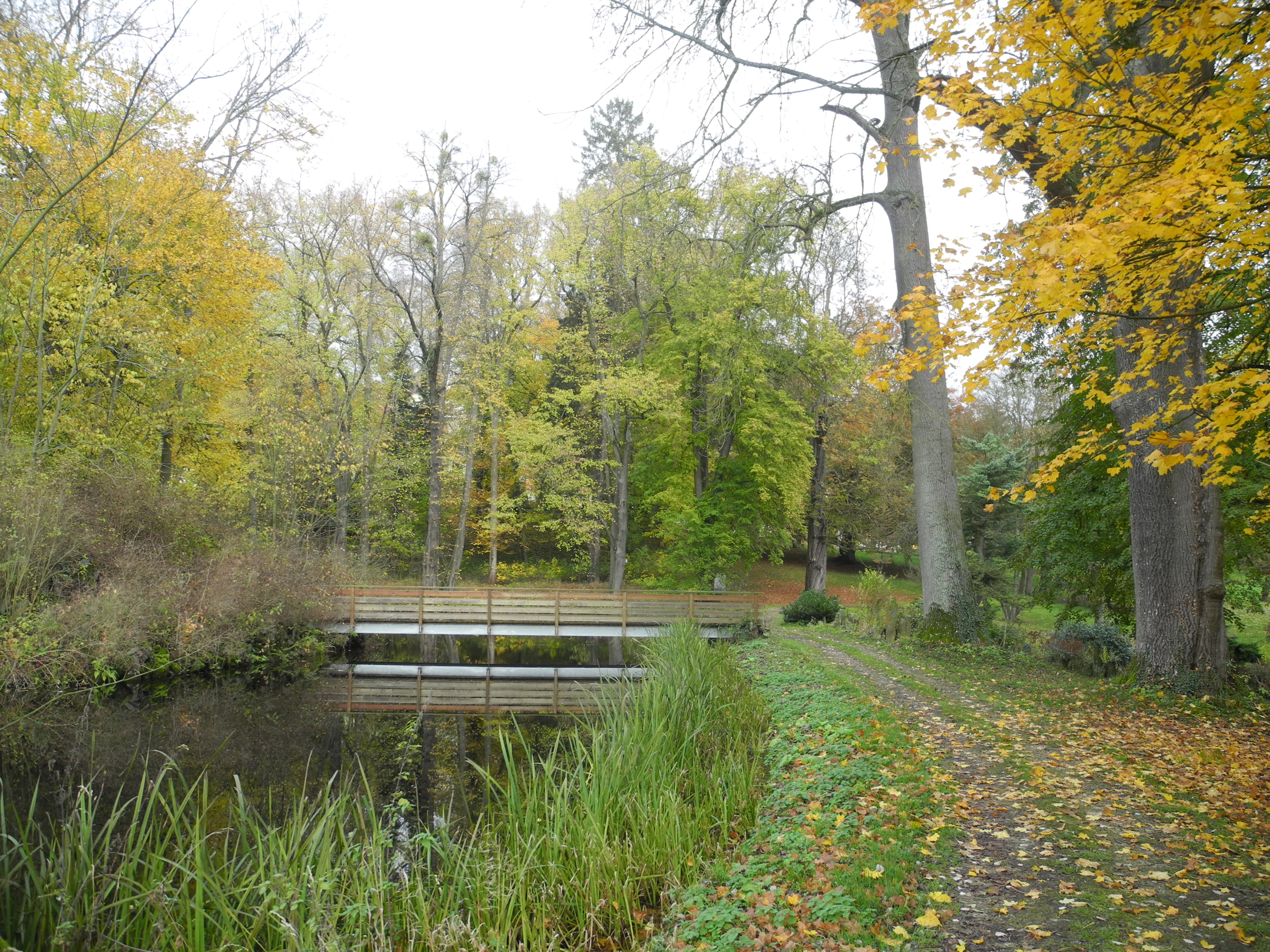
Brücke zur Insel (2019)
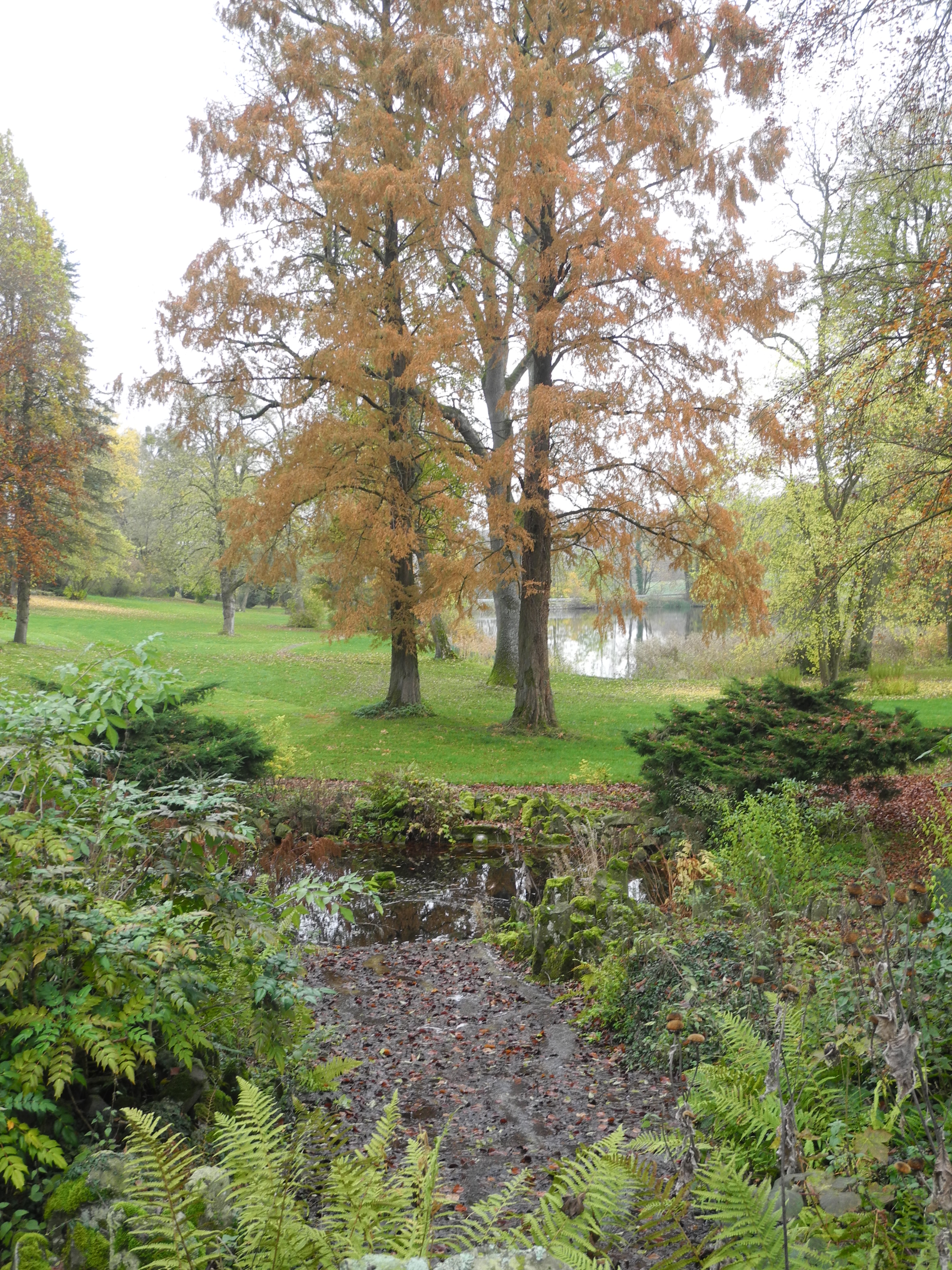
Blick über die Kaskade zum großen Teich (2019)